# Ekhymosis Unplugged
Ekhymosis Unplugged es el primer álbum en vivo del grupo colombiano Ekhymosis. Fue publicado en 1996 por Codiscos.

## Lista de canciones
Todas las canciones escritas y compuestas por Ekhymosis. 
| N.º   | Título                     | Duración |  |
| 1.    | «Ciudad pacífico»          | 4:57     |  |
| 2.    | «Escuchas crecer una flor» | 2:25     |  |
| 3.    | «Solo»                     | 4:56     |  |
| 4.    | «Parte de mí»              | 3:27     |  |
| 5.    | «Una flor en el desierto»  | 3:58     |  |
| 6.    | «Sin rencores»             | 3:00     |  |
| 7.    | «De madrugada»             | 2:59     |  |
| 8.    | «Entre martes y viernes»   | 4:42     |  |
| 32:58 |                            |          |  |

## Músicos
| - Juanes - Voz y guitarra acústica. - Fernando "Toby" Tobón – Guitarra de doce cuerdas y coros. - Andrés García - Bajo acústico. - José David Lopera - Batería. | - Andrés Múnera - Piano. - Jorge Vargas - Percusiones. - Víctor "El Chino" David - Trompeta. - Fernando Pavón - Trombón. - Alfredo Zapata - Violoncelo. - David Hoyos - Violín. |